# 宇文会
宇文 会（うぶん かい、生年不詳 - 572年）は、北周の皇族。譚国公。字は乾仁。

## 経歴
晋国公宇文護の子として生まれた。幼くして学問を好み、聡明であった。555年（恭帝2年）、宇文護が江陵を平定した功績により江陵県公の爵位を受けた。561年（保定元年）、伯父の邵景公宇文什肥の後を嗣いで、邵国公に封じられた。驃騎大将軍・開府儀同三司の位を受けた。562年（保定2年）、都督蒲州潼関六防諸軍事・蒲州刺史に任じられた。570年（天和5年）、宇文冑が北斉から帰国すると、宇文会は譚国公に改封された。571年（天和6年）、位を柱国に進められた。572年（建徳元年）3月18日、宇文護が殺害されると、宇文会は捕らえられて殿中で殺された。574年（建徳3年）5月、追贈を受け、譚国公の爵位にもどされた。

## 伝記資料
- 『周書』巻10 列伝第2
- 『北史』巻57 列伝第45

| スタブアイコン | サブスタブ | この項目は、まだ閲覧者の調べものの参照としては役立たない、人物に関連した書きかけの項目です。この項目を加筆・訂正などしてくださる協力者を求めています（P:人物伝/PJ:人物伝）。 |